# Dom van Messina
De dom van Messina is de kathedraal van het aartsbisdom Messina-Lipari-Santa Lucia del Mela op Sicilië, Italië. 
De naam is Maria-ten-Hemel-Opnemingskathedraal en dit vanaf het einde van de anti-Spaanse Opstand (1678). De volledige naam in het Italiaans is Basilica Cattedrale protometropolitana di Santa Maria Assunta. Van 1197 tot 1678 was de naam Santa Maria La Nova, als aanduiding van een nieuwe kathedraal gewijd aan Maria sinds de moslims de Byzantijnse bisdommen op Sicilië hadden opgedoekt. 

## Geschiedenis
In de Byzantijnse periode van bestuur van Sicilië, namelijk vanaf keizer Justinianus I stond op deze plek een kerk. Ze werd gesticht tijdens het bewind van paus Bonifatius II en volgde de Byzantijnse of Griekstalige ritus.
Tijdens twee eeuwen islamitisch bestuur op Sicilië diende de kerk als moskee. Eenmaal de Normandiërs aan de macht waren, werden sommige van de Byzantijnse bisdommen heropgericht, weliswaar met een Roomse of Latijnse ritus. Dit was het geval voor de nieuwe kathedraal van Messina. Aartsbisschop Berardo wijdde de dom in op 22 september 1197, in aanwezigheid van keizer Hendrik VI en zijn echtgenote Constance, dochter van de Normandische koning Rogier II van Sicilië. 
In de loop der eeuwen werd ze meermaals vernield, zodat van het oorspronkelijk gebouw nauwelijks iets overblijft.
Tijdens een brand in het jaar 1254 ging het dakgebinte in vlammen op. Het opgebaarde lichaam van de kort tevoren gestorven Koenraad IV van het Huis Hohenstaufen, ging verloren. 
Door de zware en dodelijke aardbevingen van 1783 en van 1908 werd de inboedel verwoest door de instortende muren. Na deze van 1783 werd de ruïne van de klokkentoren afgebroken en niet meer herbouwd. Twee neogotische torens verrezen aan de twee zijapsissen naast het koor. Na de aardbeving van 1908 werd de dom gedurende jaren heropgebouwd. Ze verrees in haar middeleeuwse stijl. Op 13 augustus 1929 wijdde kardinaal Alessio Ascalesi de dom in, in aanwezigheid van koning Victor Emanuel III en burgemeester Salvadore. De klokkentoren verrees opnieuw en kreeg in 1933 een astronomisch uurwerk. De klokkentoren stond vrij naast de dom.
Op 13 juni 1943 kwam de dom gehavend uit de Geallieerde bombardementen. Wat nog overeind stond, brandde volledig uit. De vrijstaande klokkentoren bleef als enige overeind staan. Op 13 augustus augustus 1947 was de dom herbouwd en werd ze plechtig ingewijd. Het was de derde inwijding in haar geschiedenis. Paus Pius XII schonk haar de titel van basilica minor. Tijdens de bouwwerken diende de co-kathedraal Santissimo Salvatore van de voormalige abdijstaat als kathedraal van het aartsbisdom.

## Buitenzijde
De dom heeft de vorm van een Latijns kruis. Het lange deel is 92 m lang en 30,5 m breed, terwijl het transept 39,6 m breed is. De hoogte van het lange deel bedraagt 25 m, terwijl het transept met zijn 39,5 m hoger is.
Met de laatste heropbouw – na de Tweede Wereldoorlog – zijn zowel gotische als Normandische stijlelementen behouden en vermengd. Het hoofdportaal in gotische stijl is een bewaard stuk; het bevat een fronton met een Mariabeeld met Jezus in de hemel. Rondom het fronton lopen de slanke gotische zuilen over in de zuilen links en rechts van de hoofdingang. De zuilen worden onderbroken door heiligenbeelden.

## Binnenzijde
Het schip is onderverdeeld in een middenbeuk en twee zijbeuken. De drie beuken zijn van elkaar gescheiden door twee rijen van elk dertien zuilen met Corinthische kapitelen. Vanop de kapitelen vertrekken ronde bogen die het dak van het middenschip steunen. Het plafond is van hout en beschilderd; het is een replica van het originele balkenplafond uit de middeleeuwen. In de zijbeuken staan beelden van apostelen die oorspronkelijk in de Renaissancetijd werden vervaardigd. Alleen het beeld van Johannes de Doper is origineel; het is het werk van Antonello Gagini. Alle andere beelden zijn moderne kopieën omdat ze werden vernietigd in 1943.
Enkele delen van het interieur in het algemeen zijn bewaard gebleven, doch het grootste deel is ingericht na 1943. 
In de rechter zijapsis bevindt zich de sacramentskapel. De mozaïekversieringen zijn 14e-eeuws en in hun oorspronkelijke staat. 
De mozaïeken in de hoofdapsis zijn nauwgezette kopieën van oude versies; ze beelden Christus op een troon uit, geflankeerd door de aartsengelen Michael en Gabriel. Andere figuren in mozaïek zijn de Maagd Maria, koning Frederik II van Sicilië, zijn zoon Peter II van Sicilië, aartsbisschop Guidotto van Abbiate en Johannes de Doper. Boven het marmeren hoogaltaar wordt de Madonna della Lettera afgebeeld, patrones van de stad Messina.
De dom bevat graftomben van een twintigtal aartsbisschoppen van Messina.
Met de brand na de bombardementen van 1943 zijn enkele koninklijke graven verloren gegaan. Gedenkplaten in het priesterkoor herinneren aan de graven van Koenraad IV, Antonia del Balzo de tweede echtgenote van koning Frederik III van Sicilië en koning Alfons II van Napels.
De crypte van de kathedraal gaat terug tot de Normandische tijd. Zij was voor die tijd groots uitgebouwd met een zuilengalerij van 24 zuilen in Romaanse stijl. In de loop der eeuwen werden er marmeren monumenten bijgeplaatst. Tot in 2007 werd er gewerkt om het water van de ondergrondse rivier Portalegni buiten te houden.

## Orgel
De firma Tamburini uit Crema bouwde het orgel in 1948. Dit was een heropbouw van een orgel uit de jaren 1930 dat diezelfde firma had geplaatst eenmaal de dom hersteld was van de aardbeving van 1908. Het orgel wordt aanzien als een van de grootste in Italië. Het instrument telt 118 registers en circa 9.000 pijpen.

## Klokkentoren
De klokkentoren dateert van 1933 en is in middeleeuwse stijl gebouwd. Zij is 48 m hoog. Zij bevat de grootste klokken van Sicilië, alsook een astronomisch uurwerk.

## Schatkamer
Aan de zuidkant van de dom bevindt zich de schatkamer. Het meest waardevolle stuk is de Gouden Kap of Manta d’oro. Het was gebruikelijk in orthodoxe kerken om heiligenbeelden te bedekken met zilveren en gouden gewaden zodat alleen het gezicht en de handen zichtbaar blijven. De Gouden Kap werd alleen bij grote feesten omgehangen. Het is het werk van de Florentijnse goudsmid Innocenzo Mangani die van de senaat van Messina de opdracht had gekregen. In 1668 was de goudsmid klaar. De Manta d’oro bevat fijn gebeiteld goud in bloemmotieven en met geometrische motieven gemengd. Door de eeuwen heen hebben gelovigen votief geschenken toegevoegd: het gaat om diamanten, robijnen, saffieren en ander edelstenen.
Tevens bevat de schatkamer talrijke relikwieën en kelken in edele metalen afgewerkt.